# Maison Guiette
La maison Guiette, aussi connue comme Les Peupliers, a été imaginée en 1926 par Le Corbusier et construite en 1927 pour l'artiste et critique René Guiette, à Anvers (Belgique). C'est un exemple de Style international.
L'édifice est la toute première commande de Le Corbusier hors de France.
René Guiette passe commande auprès de l'architecte d'une habitation dans laquelle il pourrait aussi travailler . Selon ses souhaits, l'atelier se trouve dans les niveaux supérieurs avec un accès au jardin par la pièce du séjour . De plus, Le Corbusier devra également prendre en compte l'exiguïté du terrain sur lequel inscrire son architecture.
La Maison Guiette  s'inscrit dans la continuité des habitations de style puriste, c'est-à-dire alliant un certain dépouillement spatial conduisant à l'unité . Ces principes étant appliqués à la construction dans les années 1920 par l'architecte. On retrouve les cinq caractéristiques de ce nouveau modèle de construction, à savoir les pilotis, le toit-terrasse, le plan libre, la fenêtre en bandeau, la façade libre.
Le site est inscrit, avec 16 autres œuvres architecturales de Le Corbusier, sur la liste du patrimoine mondial de l'UNESCO en 2016.